# Ipotești (Suceava)
Ipoteşti è un comune della Romania di 5 340 abitanti, ubicato nel distretto di Suceava, nella regione storica della Bucovina.
Il comune è formato dall'unione di 3 villaggi: Ipotești, Lisaura, Tișăuți.